# Deutsche Shanghai-Zeitung
Die Deutsche Shanghai-Zeitung war eine Tageszeitung von 1932 bis 1941.

## Geschichte
Seit 1932 erschien die Deutsche Shanghai-Zeitung als erste deutschsprachige Tageszeitung in China seit 1917 (bis dahin gab es den Ostasiatischen Lloyd). Unter ihrem Herausgeber, dem Hauptmann a. D. Max Simon-Eberhard enthielt sie ein breites Spektrum an Informationen, zu regionalen  Themen, internationalen Ereignissen, Wirtschaft, Kultur, Sport, Nachrichten  über und für die Deutschen in der Region und weiteres. Dazu gab es mehrere Beilagen für Frauen, Kultur und mehr.
Die Deutsche Shanghai-Zeitung erreichte aber keine besonders breite Resonanz,  einerseits  wegen der teilweise eingeschränkten journalistischen Qualität, andererseits enthielt sie zwar eine nationalsozialistische Tendenz, hatte aber in einigen Themenbereichen eine breitere Meinungsvielfalt, wie zum Beispiel einen Beitrag über die jüdische Malerin Paula Modersohn-Becker.
Die Deutsche Shanghai-Zeitung erhielt finanzielle Unterstützung von offiziellen deutschen Stellen und einigen Unternehmen, sie hatte aber nur wenige Anzeigen von deutschen Firmen, stattdessen vor allem von englischsprachigen. Sie stand nicht in direkter Verbindung mit der NSDAP in Shanghai, die dort ein eigenes Blatt, den Ostasiatischen Beobachter, herausgab.
Im Herbst 1935 wurde Max Simon-Hermann genötigt, die Zeitung an das Auslands-Pressebüro des Reichspropagandaministeriums zu verkaufen und erhielt eine Anstellung in der Wehrmacht angeboten.
Als neuer Chefredakteur wurde Paul Huldermann nach Shanghai geholt, der eine spezielle nationalsozialistische Presseausbildung hatte.
Unter seiner Leitung erschien die Zeitung seit dem 1. Januar 1936 als Ostasiatischer Lloyd, bezugnehmend auf die beliebte frühere ähnlichnamige Tageszeitung.
Die Inhalte der Leitartikel und der politischen Berichterstattung wurden nun enger mit dem Konsulat und mit Vertretern des Propagandaministeriums abgestimmt, in anderen Themenbereichen blieb eine stärkere Neutralität bestehen, es gab einen umfangreicheren Sportteil, besonders zu den Olympischen Spielen 1936 in Berlin. Seit dieser Zeit inserierten nun auch bedeutende deutsche Unternehmen in der Zeitung. Die Auflagenzahl blieb aber zunächst bei etwa 1000 Exemplaren bestehen, daneben gab es noch etwa 350 Freiexemplare.
Der Chefredakteur und zwei Mitarbeiter wurden vom Auslandspresse-Dienst bezahlt und erhielten ihr Gehalt über das Konsulat. Bei der Erstellung der Zeitung musste besonders auf mögliche Druckfehler geachtet werden, da die chinesischen Setzer die deutsche Sprache nicht beherrschten.
Im Herbst 1938 musste Paul Huldermann seinen Posten als Chefredakteur wegen finanzieller Unstimmigkeiten aufgeben, neuer Chefredakteur wurde Horst Ley.
An der Gestaltung der Zeitung änderte sich jedoch wenig.
Im Mai 1941 erschienen die letzten Ausgaben der Deutschen Shanghai-Zeitung.